# Circular Quay

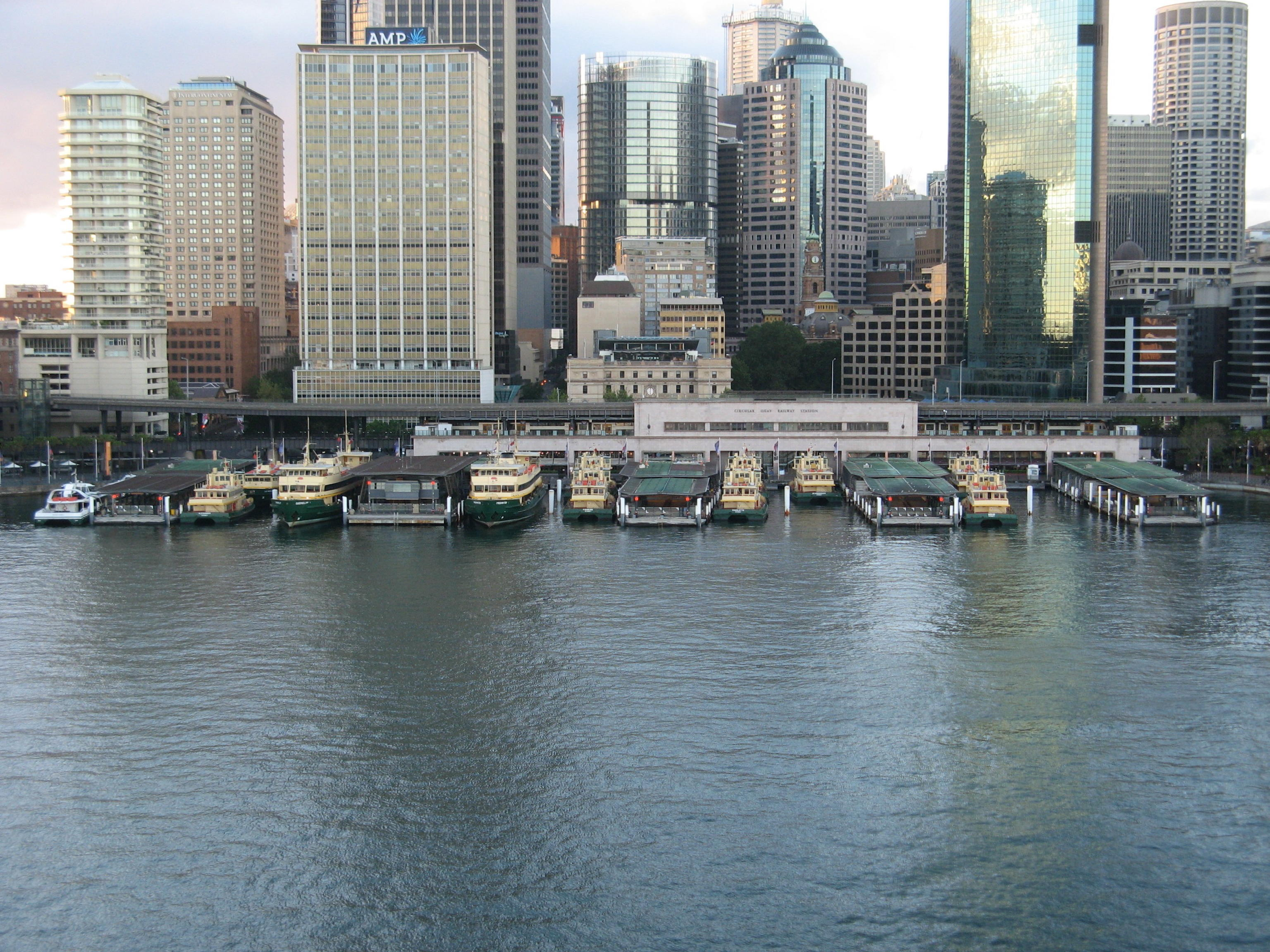
Circular Quay

Circular Quay is een kade en haven in het centrum van Sydney. Hiervandaan vertrekken de veerdiensten naar alle bestemmingen. Verder is er een aansluiting op het treinnetwerk door middel van een bovengrondse station. De kade is zowel door toeristen als forenzen druk bezocht.